# Delta 5
Ne doit pas être confondu avec Delta-S ou Delta-v.
Delta 5 est un groupe post-punk anglais de Leeds.

## Carrière
Delta 5 a été formé en 1979, dans le même vivier de l'école d'art de l'Université de Leeds, comme Gang of Four et The Mekons,. Les membres originales de Delta 5, Julz Sale (chant/guitare), Ros Allen (basse) et Bethan Peters (basse), ont formé le groupe « on a lark ». Elles sont rapidement devenues une référence de la florissante scène post- punk de Leeds , puis ont ajouté Kelvin Knight à la batterie et Alan Riggs à la guitare, qui ont tous deux également joué dans Dead Beats. Combinant des convictions féministe avec un son funk-punk à deux basses (un peu dans le style de Gang of Four), ils sortent leur premier single "Mind Your Own Business" en 1979.
Les membres de Delta 5 s'impliquent et deviennet des figures importantes du mouvement Rock Against Racism. Ils font l'objet d'une agression très médiatisée de la part d'un groupe de droite affilié au mouvement rival Rock Against Communism.
Après la sortie du deuxième single "You", le groupe a effectué une tournée réussie aux États-Unis et a quitté peu après Rough Trade pour Charisma Records, sous le sous-label Pre. Ils ont enregistré leur premier album See the Whirl, qui a souffert d'une production trop propre et a reçu un mauvais accueil critique et commercial. Le groupe s'est dissous dans la foulée en 1981.

## Après la rupture
Hormis la bassiste Bethan Peters qui joue sur le deuxième album de Fun Boy Three, Waiting, et les accompagne en concert, la plupart  des membres de Delta 5 deviennent par la suite inactifs musicalement. Pendant ce temps, les enregistrements de Delta 5 conquièrent une base de fans posthume à l'échelle internationale. Le groupe Shonen Knife a enregistré une reprise de "You" avec des paroles japonaises et renommé "Saboten" ("Cactus") pour leur premier album de 1982 Minna Tanoshiku.
Kurt Cobain les cite dans son journal comme une référence majeure.
En 2006, Kill Rock Stars publie une compilation des premiers morceaux de Delta 5 intitulée Singles &amp; Sessions 1979-1981, profitant de la popularité croissante de groupes post-punk tels que Gang of Four et Wire. L'ensemble comprend des inédits, des sessions radio de la BBC et des morceaux live.
Le batteur de Delta 5, Kelvin Knight, décède le 2 décembre 2015 d'une insuffisance hépatique et rénale à l'âge de 56 ans. La chanteuse et guitariste Julz Sale décède d'un cancer en Thaïlande le 20 septembre 2021''.

## Héritage
Longtemps après la séparation de Delta 5, "Mind Your Own Business" restela chanson la plus connue du groupe. Elle a été reprise par Chicks on Speed, Le Shok, R. Stevie Moore, Pigface et Dum Dum Girls. La chanson a été présentée dans l'épisode 5 de la série Sex Education en janvier 2019, un épisode de la série télévisée BBC 2020 The A Word, et dans une publicité Apple en 2021.

## Discographie

### Albums
- See the Whirl (1981)

### Albums de compilation
Singles & Sessions 1979-1981 (Kill Rock Stars; CD; (2006)

### Singles
- "Mind Your Own Business" / "Now That You've Gone" (1979, Rough Trade Records)
- "Anticipation" / "You" (1980, Rough Trade Records)
- "Try" / "Colour" (1980, Rough Trade Records)
- "Shadow" / "Leaving" (1981)
- 6 (12" EP, first three singles) (1981, Base Records)
- "Powerlines" / "The Heart Is a Lonely Hunter" (1982)